# Kan (quartier de Téhéran)
Pour les articles homonymes, voir Kan (homonymie).
Kan est un quartier du nord-ouest de Téhéran, la capitale de l'Iran. C'était le nom d'un village qui a été incorporé dans la capitale Téhéran lors de sa croissance. C'est le lieu de naissance de l'ayatollah Mohammad Reza Mahdavi-Kani en 1931.